# Oleksandriwka (Donezk)
Oleksandriwka (ukrainisch Олександрівка; russisch Александровка Alexandrowka) ist eine Siedlung städtischen Typs im Osten der Ukraine in der Oblast Donezk mit etwa 4000 Einwohnern.
Die Siedlung befindet sich im Osten des Rajons Marjinka, etwa 5 Kilometer östlich vom Rajonszentrum Marjinka und 21 Kilometer westlich vom Oblastzentrum Donezk entfernt südlich des Flusses Ossykowa (Осикова) gelegen. Die Stadtgrenze von Donezk grenzt unmittelbar im Norden an den Ort.
Der Ort wurde 1841 gegründet, trug bis 1903 den Namen Kreminna (Кремінна) und erhielt 1938 den Status einer Siedlung städtischen Typs. Seit Sommer 2014 ist der Ort im Verlauf des Ukrainekrieges durch Separatisten der Volksrepublik Donezk besetzt.